# 齊履謙
齐履谦（1263年—1329年），字伯恒，元朝大名（今河北大名县）人。
齐履谦年轻时习星历算术，通晓星历之法。至元十六年（1279年）他补星历生。新历修成后，预修《历经》、《历议》。至元二十九年（1292年）任星历教授。升为保章正、授时郎秋官正。至大四年（1311年）元仁宗即位，擢升为国子监丞，改为国子司业。不久，佥太史院事。延祐元年（1314年），复为国子司业，立升斋、积分等法。元英宗至治元年（1321年），拜太史院使。泰定二年（1325年）以本官奉使宣抚江西、福建，黜罢贪官污吏者四百余人。为学博洽精通，自六经、诸史、天文、地理、礼乐、律历，下至阴阳五行、医药、卜筮，无不淹贯，尤精经籍。著有《春秋诸国统纪》、《经世书入式》、《外篇微旨》、《大学四传小注》、《中庸章句续解》、《论语言仁通旨》、《书传详说》、《易系辞旨略》等。他日测晷景，著《二至晷景考》。去世后，追封汝南郡公，谥文懿。